# العلاقات التونسية السورية
العلاقات التونسية السورية هي العلاقات الثنائية التي تجمع بين تونس وسوريا.
في فبراير 2012، أعلن الرئيس التونسي محمد المنصف المرزوقي قطع  العلاقات الدبلوماسية مع سوريا بسبب “تزايد سقوط قتلى من المدنيين على يد القوات الحكومية”، حسب بيان صدر عن رئاسة الجمهورية التونسية.
عام 2015، وبعد تولي الباجي قائد السبسي رئاسة البلاد، عينت وزارة الخارجية التونسية «قنصل عام» لتونس في العاصمة السورية دمشق. كما أشار وزير الخارجية السابق خميس الجهيناوي أن «مستوى العلاقات الدبلوماسية مع سوريا ليست على مستوى السفراء لكنها على مستوى قنصلي».

## مقارنة بين البلدين
هذه مقارنة عامة ومرجعية للدولتين:
| وجه المقارنة                                              | تونس                                       | سوريا                    |
| --------------------------------------------------------- | ------------------------------------------ | ------------------------ |
| المساحة (كم2)                                             | 163.61 ألف                                 | 185.18 ألف               |
| عدد السكان (نسمة)                                         | 11.53 مليون                                | 18.27 مليون              |
| الكثافة السكانية (ن./كم²)                                 | 70.47                                      | 98.66                    |
| العاصمة                                                   | تونس                                       | دمشق                     |
| اللغة الرسمية                                             | اللغة العربية                              | اللغة العربية            |
| العملة                                                    | دينار تونسي                                | ليرة سورية               |
| الناتج المحلي الإجمالي (بليون دولار)                      | 40.26 مليار                                | 60.20 مليار              |
| الناتج المحلي الإجمالي (تعادل القوة الشرائية) بليون دولار | 129.05 مليار                               |                          |
| الناتج المحلي الإجمالي الاسمي للفرد دولار أمريكي          | 3.87 ألف                                   |                          |
| الناتج المحلي الإجمالي للفرد دولار أمريكي                 | 11.44 ألف                                  |                          |
| مؤشر التنمية البشرية                                      | 0.721                                      | 0.594                    |
| رمز المكالمات الدولي                                      | +216                                       | +963                     |
| رمز الإنترنت                                              | .tn                                        | .sy                      |
| المنطقة الزمنية                                           | ت ع م+01:00، توقيت وسط أوروبا، ت ع م+02:00 | ت ع م+02:00، ت ع م+03:00 |

## مدن متوأمة
في ما يلي قائمة باتفاقيات التوأمة بين مدن تونسية وسورية:
- ترتبط سوسة مع اللاذقية باتفاقية توأمة منذ 1980.[24][24]

## منظمات دولية مشتركة
يشترك البلدان في عضوية مجموعة من المنظمات الدولية، منها:
| علم المنظمة | اسم المنظمة                                 | تاريخ انضمام تونس | تاريخ انضمام سوريا |
| ----------- | ------------------------------------------- | ----------------- | ------------------ |
|             | صندوق النقد العربي                          | ?                 | ?                  |
|             | جامعة الدول العربية                         | 1 أكتوبر 1958     | 22 مارس 1945       |
|             | الاتحاد البريدي العالمي                     | ?                 | ?                  |
|             | يونسكو                                      | 8 نوفمبر 1956     | 16 نوفمبر 1946     |
|             | مؤسسة التمويل الدولية                       | 25 يوليو 1962     | 28 يونيو 1962      |
|             | المركز الدولي لتسوية المنازعات الاستشارية   | 14 أكتوبر 1966    | 24 فبراير 2006     |
|             | منظمة التعاون الإسلامي                      | ?                 | 1972               |
|             | منظمة حظر الأسلحة الكيميائية                | ?                 | ?                  |
|             | مؤسسة التنمية الدولية                       | 30 ديسمبر 1960    | 28 يونيو 1962      |
|             | وكالة ضمان الاستثمار متعدد الأطراف          | 7 يونيو 1988      | 14 مايو 2002       |
|             | المصرف العربي للتنمية الاقتصادية في أفريقيا | ?                 | ?                  |
|             | منظمة الشرطة الجنائية الدولية               | ?                 | ?                  |
|             | الأمم المتحدة                               | 12 نوفمبر 1956    | 24 أكتوبر 1945     |
|             | الاتحاد الدولي للاتصالات                    | 14 ديسمبر 1956    | 12 يناير 1924      |
|             | البنك الدولي للإنشاء والتعمير               | 14 أبريل 1958     | 10 أبريل 1947      |
|             | المنظمة الهيدروغرافية الدولية               | ?                 | ?                  |
|             | الصندوق العربي للإنماء الاقتصادي والاجتماعي | ?                 | ?                  |

## أعلام
هذه قائمة لبعض الشخصيات التي تربطها علاقات بالبلدين:
- محمد الفاضل خليل (سياسي تونسي، القرن العشرين – 31 مايو 2017)
- محمد علي القنزوعي (سياسي من تونس، 3 أكتوبر 1944 –)

## وصلات خارجية
- موقع وزارة الخارجية التونسية